# 北村哲郎 (競輪選手)
北村 哲郎（きたむら てつろう、1966年1月8日 - ）は、元競輪選手。熊本県出身。日本競輪学校第55期卒業。現役時は日本競輪選手会熊本支部所属。
北村徹（43期・熊本）は実兄であり師匠。

## 戦績
九州学院高校在学中の1983年に全国高等学校総合体育大会自転車競技大会（インターハイ、一宮競輪場）のイタリアンチームレースで優勝に貢献。その後日本競輪学校に第55期生として入校。同期には鈴木誠らがおり、在校競走成績8位（40勝）で卒業する。
1985年5月11日、久留米競輪場でデビューし9着。初勝利は同年5月13日の同場。1987年に行われた競輪祭・新人王戦の決勝に進出し4着。また1987年から1991年頃までは常時特別競輪（現在のGI）に参加していた。
2008年5月14日に福井競輪場で通算400勝を達成。その後2012年11月23日の広島競輪場第4R・A級チャレンジ選抜戦6着を最後の競走として、同年11月29日に選手登録を消除し引退。通算成績2277戦433勝。